# Il Governatore (personaggio)
(Il Governatore)
Il Governatore (Philip Blake, successivamente Brian Blake) è un personaggio immaginario, uno degli antagonisti principali del fumetto The Walking Dead e della serie TV omonima. Nella serie TV è interpretato da David Morrissey. È inoltre il protagonista del romanzo The Walking Dead: Rise of the Governor, scritto da Kirkman e Jay Bonansinga.
Nel 2009, il Governatore è stato classificato da IGN al numero 86 nell'elenco dei più grandi villain nella storia dei fumetti, ed è stato classificato numero 28 su TV Guide nell'elenco dei sessanta peggiori villain di tutti i tempi. Per la sua performance, Morrissey è stato candidato come miglior attore non protagonista alla trentanovesima edizione dei Saturn Awards.

## Biografia del personaggio

### Fumetto
Il Governatore è il capo della cittadina di Woodbury che egli stesso ha costruito con l'aiuto dei suoi collaboratori, ex-soldati e cacciatori di taglie. Nonostante l'apparenza di un leader carismatico e devoto ai suoi cittadini è in realtà uno psicopatico spietato e crudele che uccide persone innocenti per i suoi guadagni e ha pure un rapporto incestuoso con la figlia zombificata. Entra in conflitto con Rick e il suo gruppo con lo scopo di appropriarsi della prigione dove ora risiedono. Manda quindi Martinez, suo devoto sottoposto, facendolo passare ai loro occhi come un disertore ma viene alla fine scoperto e ucciso. Dopo il fatto il Governatore fa credere alla sua comunità che Rick e il suo gruppo sono pericolosi e che hanno ucciso Martinez come minaccia a loro, e quindi parte per assaltare la prigione. Successivamente arrivato davanti alla prigione rapisce Tyreese e nonostante le suppliche di Rick, il Governatore lo uccide. Inizia la battaglia tra il governatore e la prigione, ma nel caos generale molti perdono la vita; Lori viene colpita da uno sparo mentre cerca di scappare e schiaccia Judith uccidendola. Hershel e i suoi 3 figli vengono uccisi a mitragliate e molti membri di Woodbury perdono la vita. Una di loro, rendendosi conto di come il Governatore sia in realtà, approfitta della sua distrazione e lo uccide sparandogli da dietro le spalle.

### Serie televisiva

#### Vita prima e dopo l'apocalisse zombie
Nella serie tv il suo nome è Philip Blake. Poco si conosce sulla sua vita prima dell'apocalisse. Fu allevato insieme a suo fratello da suo padre, un ubriacone violento. Da adulto ottenne un monotono lavoro d'ufficio e non andava d'accordo con il suo capo; era sposato ed aveva una figlia di nome Penny. 18 mesi prima dell'apocalisse aveva perso sua moglie in un incidente stradale, evento che ha continuato ad ossessionarlo per il resto della vita, sentendosi colpevole per non aver risposto alla sua ultima chiamata. Nei giorni seguenti all'apocalisse lui e sua figlia si erano rifugiati nella piccola comunità di Woodbury, dove ha fatto la conoscenza dello scienziato Milton Mamet, con il quale ha stretto amicizia. Successivamente sua figlia fu morsa e si trasformò, e lui, incapace di ucciderla, la rinchiuse in una stanza segreta, nella speranza che Milton riuscisse a trovare una cura. L'aver perso sua figlia lo trasformò radicalmente, rendendolo freddo, spietato e psicotico. Tempo dopo fu eletto a capo della comunità dai suoi stessi concittadini, adottando il nome di "Governatore", e si promise che non avrebbe mai perso per alcuna ragione la sua comunità. Era molto conosciuto anche per aver avuto relazioni con la maggior parte delle donne di Woodbury.

#### Terza stagione
Il Governatore è l'antagonista principale della terza stagione. Nella sua prima apparizione lo si vede a capo di un'azione di ricognizione in un bosco, attorniato dai suoi uomini, fra i quali spicca Merle Dixon. Dopo aver scovato Michonne ed Andrea che li stavano spiando da dietro un cespuglio, le porta con sé a Woodbury. Affascinata dall'uomo, Andrea decide di rimanere alla comunità, ed instaura una relazione con lui, mentre Michonne, che dubita della buona fede del Governatore (che difatti si rivelerà uno spietato assassino) decide di lasciare la cittadina. Dopo aver scoperto che il gruppo di Rick è riuscito ad occupare la prigione, è ossessionato dal riuscire a sottrargliela, vedendola come un punto strategico per una futura espansione di Woodbury. Rapisce Glenn e Maggie e durante la prigionia tenterà anche di stuprare quest'ultima. Infiltratasi a Woodbury, Michonne cerca di salvare i due ragazzi, e scopre la camera segreta dove il Governatore tiene sua figlia trasformata, e la uccide, nonostante le suppliche dell'uomo, che, infuriato, l'attacca, e lei, per difendersi, lo colpisce ad un occhio con un pezzo di vetro, obbligandolo a portare una benda per il resto della sua vita. Adirato con Merle, che in una precedente conversazione gli aveva riferito di aver ucciso la spadaccina, lo obbliga a lottare in un combattimento clandestino contro suo fratello Daryl, da poco catturato, sotto gli occhi di una allibita Andrea e del resto della comunità che li incita a combattere. Lo scontro viene fermato dall'attacco da parte del gruppo di Rick che riesce a salvare i suoi amici e riportarli indietro. Il Governatore, arrivato alle porte della prigione, propone a Rick di consegnargli Michonne ed in cambio lascerà in pace lui ed il suo gruppo. Concepita la vera natura del Governatore, Andrea cerca di scappare da Woodbury, ma viene fermata dal Governatore proprio nei pressi della prigione, e la riporta a Woodbury. Contrariamente al parere degli altri, Merle rapisce Michonne per portarla dal Governatore, ma all'ultimo momento decide di lasciarla andare e da solo tende un agguato al Governatore ed ai suoi uomini, ma viene fermato ed orrendamente ucciso dal Governatore stesso, che lo lascia trasformare in modo che i suoi amici possano vederlo. A trovarlo sarà proprio suo fratello Daryl che, seppur devastato, gli darà il colpo di grazia. Dopodiché ucciderà anche Milton, reo di averlo tradito, ed una volta trasformato, lo rinchiuderà in una stanza con Andrea, per farla uccidere. Ormai completamente psicotico, condurrà il suo esercito alla prigione, dove i suoi uomini saranno decimati da una contromossa di Rick, che si era preparato ad un eventuale attacco. Contrariato dalla scelta dei pochi uomini rimasti di tornare a Woodbury e lasciar perdere la prigione, li ucciderà tutti, lasciando in vita solo Martinez e Shumpert, con i quali assisterà alla disurbanizzazione di Woodbury ed al passaggio dei suoi concittadini alla prigione, favorito da Rick con l'aiuto di Tyreese.

#### Quarta stagione
Dopo la caduta di Woodbury il Governatore verrà abbandonato anche da Martinez e Shumpert. Lasciato solo nelle strade desolate ed infestate dagli zombie, troverà ristoro nell'abitazione delle sorelle Lilly e Tara, che stanno accudendo il padre David, malato terminale, e la piccola Meghan, figlia di Lilly, alle quali dirà di chiamarsi "Brian Heriot". Dopo la morte di David partirà con le donne e la bambina in cerca di un luogo sicuro ed instaurerà una relazione con Lilly, adottando Meghan come figlia sua, vedendo in lei, che gli ricorda sua figlia, un motivo per andare avanti. Successivamente incontrerà il suo vecchio sottoposto Martinez, che lo inviterà ad entrare a far parte, insieme alla sua nuova famiglia, del suo nuovo gruppo. Timoroso per la possibilità di perdere la sua nuova famiglia a causa dell'incapacità di Martinez, il Governatore lo ucciderà insieme al suo secondo al comando, Pete, lasciando in vita solo l'ex marine Mitch, che in passato gli aveva dimostrato di essere disposto a tutto pur di sopravvivere, e prenderà il comando dell'accampamento. Durante una ricognizione incontrerà per puro caso Michonne ed Hershel, mentre cercano provviste da portare alla prigione, e li catturerà con l'intento di chiedere come riscatto, in cambio delle loro vite, la prigione. Condotto il suo gruppo, armato fino ai denti, davanti alla prigione, chiederà a Rick di effettuare lo scambio, ma al rifiuto di quest'ultimo, ucciderà Hershel con la katana di Michonne, innescando una sparatoria fra il suo gruppo e gli uomini della prigione. Dopo aver visto Meghan morta, uccisa da uno zombie, e portata lì da Lilly, perderà ogni ragion d'essere, ed ordinerà a Mitch di sfondare le recinzioni con il carro armato, permettendo così agli zombie di entrare in massa nella prigione. Sarà poi sorpreso da Rick, che lo affronterà in un duro combattimento corpo a corpo al termine del quale il Governatore riuscirà ad avere la meglio, ma sarà poi abbattuto da Michonne che lo colpirà al cuore con la katana. Verrà infine ucciso da Lilly, che lo colpirà alla testa per evitare che si trasformi.

#### Quinta stagione
Il Governatore apparirà nella quinta stagione a Tyreese in un'allucinazione dovuta al morso di uno zombie. In quell'occasione rimprovererà l'uomo per aver perdonato Carol di aver ucciso Karen.

## Caratteristiche e abilità
Il Governatore si presenta inizialmente come un uomo affascinante e raffinato, dotato di un'intelligenza molto spiccata in grado di ammaliare chiunque; ben presto, tuttavia, rivelerà la sua vera natura, cioè quella di un uomo disturbato, spietato, brutale e paranoico. In un'intervista lo sceneggiatore Glen Mazzara lo ha descritto come un narcisista che vede sé stesso come il salvatore della civiltà e che risulta disposto a tutto pur di raggiungere il suo obiettivo.
Come risultato dell'addestramento paramilitare a cui si è sottoposto, grazie ai veterani ospitati a Woodbury, è divenuto molto abile nell'uso delle armi, nelle tattiche militari e nel combattimento corpo a corpo, riuscendo a sconfiggere sia Rick che Merle (anche se bisogna sottolineare che erano entrambi già stati feriti prima del corpo a corpo) e quasi a uccidere Michonne quando questa ha soppresso sua figlia zombificata; per di più la sua natura psicotica lo rende un avversario molto pericoloso e imprevedibile.